# Scott Schuman

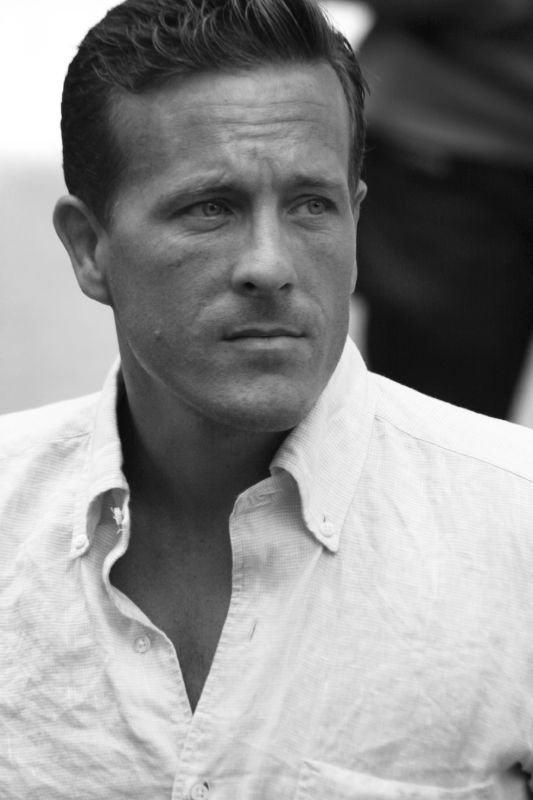
Scott Schuman

Scott Schuman, även kallad the sartorialist), är en bloggare som ligger bakom modebloggen The sartorialist.
Han började blogga då han tog avsked från sitt arbete på Bergdorf Goodman för att ta hand om sin lilla dotter i september 2005. Under sin ledighet började han fotografera folk på stan som han tyckte hade egen eller häftig stil, bilder som han sedan lägger upp på bloggen.
Ursprungligen var The sartorialist bara ett fritidsprojekt, men nu får han ofta uppdrag att resa någonstans och fotografera för olika magasin och webbplatser. Bland uppdragen åkte han exempelvis i maj 2007 till Stockholm på uppdrag av modemagasinet Vogues webbplats Style.com för att fotografera stockholmare. Scott har också under 2007 listats som en av de hundra viktigaste trendsättarna i världen.[källa behövs]

## Fotnoter
1. ↑  ”Förälskad i Stockholm”. Dagens Nyheter. 5 maj 2007. http://www.dn.se/DNet/jsp/polopoly.jsp?d=2800&a=646672.